# 伊藤朱里
伊藤 朱里（いとう あかり、1986年3月10日 - ）は、日本の小説家。女性。静岡県浜松市出身。お茶の水女子大学文教育学部卒業。

## 経歴・人物
幼少期に祖母にワープロを買ってもらい文章を打ち始め、高校から大学にかけて原稿用紙10枚に満たない作品を書き上げるようになる。最初に読んだ記憶のある本は高峰秀子『にんげん蚤の市』。他、「ドリトル先生」シリーズ、「クレヨン王国」シリーズ、姉の本棚にあったファンタジー小説などを読んで育った。
お茶の水女子大学文教育学部を卒業後、就職するが、2013年に朝井リョウのデビュー作『桐島、部活やめるってよ』を読んでショックを受け、退職して小説を書いては応募する生活を送る。2015年、「変わらざる喜び」で第31回太宰治賞を受賞。同年、同作を『名前も呼べない』に改題し刊行、小説家デビュー。
ハロー！プロジェクトのファンであり、推しメンはJuice=Juiceの段原瑠々。

## 作品リスト

### 単行本
- 『名前も呼べない』（2015年11月 筑摩書房 / 2022年9月 ちくま文庫）
  - 名前も呼べない（初出:『太宰治賞2015』掲載「変わらざる喜び」を改題）
  - お気に召すまま（書き下ろし）
- 『稽古とプラリネ』（2017年3月 筑摩書房）
- 『緑の花と赤い芝生』（2018年9月 中央公論新社 / 2023年7月 小学館文庫）
- 『きみはだれかのどうでもいい人』（2019年9月 小学館 / 2021年9月 小学館文庫）
- 『ピンク色なんかこわくない』（2022年2月 新潮社）
  - 「赤い小鳥」（初出:『小説新潮』2017年11月号）
  - 「誘惑の家」（初出:『yom yom』2018年6月号）
  - 「ピンク色なんかこわくない」（初出：『yom yom』2018年12月号）
  - 「幸福な母親」（初出:『yom yom』2020年10月号）
  - 「わが家は花ざかり」（書き下ろし）
- 『内角のわたし』（2023年3月 双葉社）
- 『あなたが気づかなかった花』（2025年1月 PHP文芸文庫）
- 『※個人の感想です』（2025年1月 KADOKAWA）

### 雑誌等掲載作品
小説
- 「婦女子のめざめ」 - 『小説BOC 5（2017年春）』（中央公論新社、2017年4月）

エッセイ等
- 「迷子の練習」 - 『小説トリッパー』2016年3月号（朝日新聞出版）
- 「燃えよ雪山」 - 『小説すばる』2022年5月号（集英社）
- 「七年の意味」[11] - 『ちくま』2022年10月号（筑摩書房）